# مرسيليائية صفراء مبيضة
مرسيليائية صفراء مبيضة (الاسم العلمي: Massilia albidiflava) هي نوع من البكتيريا، سلبية الغرام، تتبع المرسيليات.